# Jean-François Bonhème
Jean-François Bonhème (* 12. Juli 1949 in Paris) ist ein ehemaliger französischer Weitspringer.
Bei der Universiade 1973 gewann er Bronze.
1974 siegte er bei den Leichtathletik-Halleneuropameisterschaften in Göteborg, schied aber bei den Leichtathletik-Europameisterschaften in Rom in der Qualifikation aus.
1973, 1974 und 1979 wurde er französischer Meister im Freien, 1972 und 1974 in der Halle.

## Persönliche Bestleistungen
- Weitsprung: 8,00 m, 28. Juli 1974, Nizza
- Halle: 8,17 m, 9. März 1974, Göteborg